# HEART to HEART!
- ラブライブ! > μ's > HEART to HEART!
- ラブライブ! > ラブライブ!のディスコグラフィ > HEART to HEART!

「HEART to HEART!」（ハート トゥ ハート！）は、2015年10月28日にLantisから発売されたμ'sのシングル。

## 概要
『ラブライブ! スクールアイドルフェスティバル』のユーザー数が全世界1500万人、国内1000万人を突破したことを記念して制作された楽曲。9月17日に東京ゲームショウ2015にてタイトルが公開、その模様はニコニコ生放送でも放送された。また、「HEART to HEART」は10月15日のアップデートにより同ゲーム内で楽曲が配信された。初回生産分には限定覚醒済みSRカード3枚が入手できるシリアルコードが1個（全3種）ランダムで付属する。
これまでのCDとは違い、キャッチコピーは無しとなっている。

## チャート成績
10月27日付のオリコンデイリーランキングでは5位に、翌日10月28日付では16,651枚を売り上げ2位にランクインした。11月9日付のオリコン週間ランキングでは初動7.0万枚を売り上げ週間3位にランクインした。
サウンドスキャンの週間ランキングでは4作連続となる1位を獲得した。なお、この週を最後にサウンドスキャンの更新が終了したため、サウンドスキャン最後の週間1位獲得作品となった。

## 収録曲
（全作詞：畑亜貴）
- CD

1. HEART to HEART!
  - 作曲・編曲：西岡和哉
  - 『ラブライブ！スクールアイドルフェスティバル』オリジナル楽曲
  - ゲーム中のストーリーでは高坂穂乃果が作詞したという設定。
2. 嵐のなかの恋だから
  - 作曲・編曲：酒井陽一
  - 『ラブライブ！スクールアイドルフェスティバル』オリジナル楽曲
3. HEART to HEART!(Off Vocal)
4. 嵐のなかの恋だから(Off Vocal)